# Antje Harvey
Pour les articles homonymes, voir Harvey.
Antje Harvey, née Misersky le 10 mai 1967 à Magdebourg, est une fondeuse et biathlète allemande.

## Biographie
Pour sa première grande compétition internationale à l'occasion des Championnats du monde de ski nordique 1985, elle remporte la médaille de bronze au relais de ski de fond. Son père Henner est entraîneur à l'époque et refuse de donner des substances dopantes à sa fille. Il perd son poste et Antje, mise sous pression quitte son club actuel du SC Engine Zella-Mehlis. En 1995, à Berlin, elle reçoit la Médaille Heidi-Krieger pour ce refus dans l'implication du système de dopage.
Plus tard, en 1989, elle est recrutée dans l'équipe nationale de biathlon de la RDA. En 1991, devenue citoyenne de la république fédérale après la réunification, elle remporte sa première médaille dans ce sport aux Championnats du monde au sein du relais allemand avec le bronze. Elle monte aussi sur son premier podium en Coupe du monde à Ruhpolding, avant de l'emporter à Oslo sur l'individuel.
La consécration au plus haut niveau vient en 1992, aux Jeux olympiques d'Albertville, où elle obtient la médaille d'or sur l'individuel et celle d'argent sur le sprint et le relais. Aux Jeux olympiques d'hiver de 1994, elle ajoute une nouvelle médaille d'argent en relais à son palmarès. Entre-temps, elle se marie avec le biathlète américain Ian Harvey et court sous son nouveau nom d'Antje Harvey. Avec lui, elle emménage après sa carrière sportive aux États-Unis pour gérer un magasin de sport, avant de prendre la nationalité américaine en 2000.
En 1995, elle devient championne du monde du relais, juste avant de prendre sa retraite sportive.

## Palmarès

### Ski de fond

#### Championnats du monde
- Championnats du monde 1985 à Seefeld  Autriche:
  -  Médaille de bronze au relais 4 × 5 km.

#### Coupe du monde
- Meilleur classement général : 48e en 1985.

#### Championnats du monde junior
- Médaille de bronze du relais en 1984 et 1985.

### Biathlon

#### Jeux olympiques
| Épreuve / Édition   | Individuel | Sprint | Relais |
| ------------------- | ---------- | ------ | ------ |
| JO 1992 Albertville | 1re        | 2e     | 2e     |
| JO 1994 Lillehammer | 9e         | 26e    | 2e     |

### Championnats du monde
| Mondiaux \ Épreuve      | individuel     | Sprint         | Relais                    | Course par équipes |
| 1991 Lahti              | 17e            | -              | Médaille de bronze, monde | —                  |
| 1993 Borovets           | 29e            | 7e             | 4e                        | —                  |
| 1994 Canmore            | JO Lillehammer | JO Lillehammer | JO Lillehammer            | 4e                 |
| 1995 Antholz-Anterselva | 11e            | 4e             | Médaille d'or, monde      | -                  |

Légende :

 : première place, médaille d'or

 : troisième place, médaille de bronze

 : Épreuves disputées aux Jeux olympiques de Lillehammer

— : pas de participation à cette épreuve

### Coupe du monde
- Meilleur classement général : 5e en 1991.
- 12 podiums individuels : 5 victoires, 4 deuxièmes places et 3 troisièmes places.
- 11 victoires en relais[3].

#### Détail des victoires individuelles
| Saison \ Épreuve | Individuel                    | Sprint     | Total |
| 1990-1991        | Holmenkollen                  |            | 1     |
| 1991-1992        | Albertville (Jeux olympiques) | Hochfilzen | 2     |
| 1992-1993        | Kontiolahti                   | Anterselva | 2     |
| Total            | 3                             | 2          | 5     |

#### Classements annuels
| Année | Classement général final |
| 1990  | 44e                      |
| 1991  | 5e                       |
| 1992  | 7e                       |
| 1993  | 9e                       |
| 1994  | 12e                      |
| 1995  | 21e                      |

### National
- 2 titres : 1 en sprint et 1 en individuel.